# Stefan Kuzmany
Stefan Kuzmany  (* 4. November 1972) ist ein deutscher Journalist und Autor.
Kuzmany absolvierte eine Ausbildung an der Deutschen Journalistenschule in München. Ab 1996 war er bei Die Tageszeitung (taz) tätig. 2004 wurde er Ressortleiter der tazzwei, des Gesellschaftsteils der taz. Ab November 2010 arbeitete er als Kulturredakteur im Berliner Büro von Spiegel Online (SPON) und wurde dort im März 2015 Leiter des Ressorts Meinung und Debatte. Seit 2019 war er Leiter des gleichnamigen Ressorts bei Der Spiegel, seit 2021 leitete er dessen Kulturressort. Seit November 2023 ist er Autor der Chefredaktion.

## Werke
- Gute Marken, böse Marken. Konsumieren lernen, aber richtig. 2007, ISBN  978-3-596-17582-6
- Das können Sie glauben! Die großen Religionen dieser Welt im Selbstversuch. 2011